# Herminia tristriga
Herminia tristriga är en fjärilsart som beskrevs av Kozhantschikov 1929. Herminia tristriga ingår i släktet Herminia och familjen nattflyn. Inga underarter finns listade i Catalogue of Life.